# Amphicerus hamatus
Amphicerus hamatus är en skalbaggsart som först beskrevs av Fabricius 1787.  Amphicerus hamatus ingår i släktet Amphicerus och familjen kapuschongbaggar. Inga underarter finns listade i Catalogue of Life.

## Bildgalleri

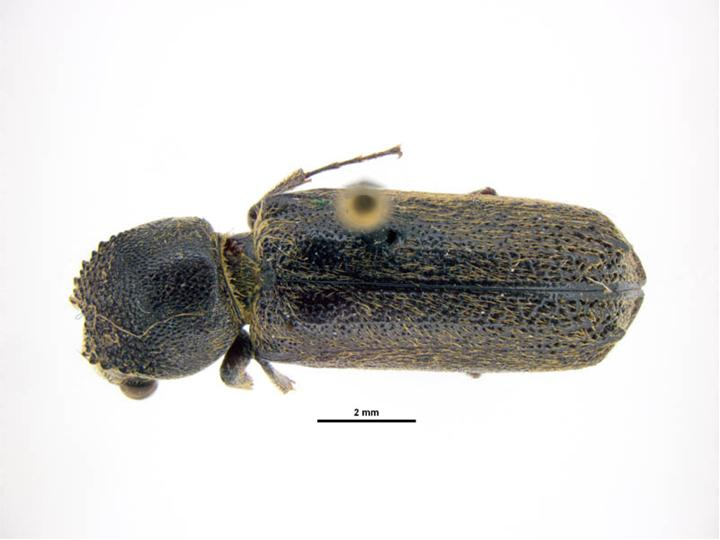
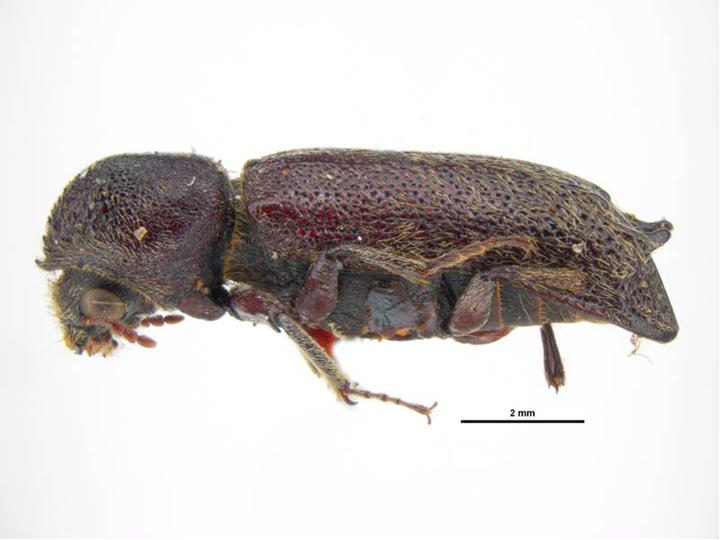